# Topper (série télévisée)
Topper est une série télévisée américaine en 78 épisodes de 25 minutes, créée d'après le film homonyme et diffusée entre le 9 octobre 1953 et le 15 juillet 1955 sur le réseau CBS. 

## Synopsis
Un couple décédé tente par tous les moyens de rejoindre le paradis plutôt que d'errer sur Terre à l'état de fantômes.

## Distribution
- Leo G. Carroll : Cosmo Topper
- Lee Patrick : Henrietta Topper
- Anne Jeffreys : Marion Kerby
- Robert Sterling : George Kerby
- Thurston Hall : M. Schuyler
- Mary Field : Thelma Gibney

## Épisodes

### Première saison (1953-1954)
1. Titre français inconnu (Topper Meets The Ghosts)
2. Titre français inconnu (The Movers)
3. Titre français inconnu (Hiring The Maid)
4. Titre français inconnu (The Hypnotist)
5. Titre français inconnu (Reducing)
6. Titre français inconnu (The Spinster)
7. Titre français inconnu (Bank Securities)
8. Titre français inconnu (The Kid)
9. Titre français inconnu (Burglar Episode)
10. Titre français inconnu (Uncle Jonathan)
11. Titre français inconnu (The Car Story)
12. Titre français inconnu (Christmas Carol)
13. Titre français inconnu (Masquerade)
14. Titre français inconnu (Second Honeymoon)
15. Titre français inconnu (The Socialite)
16. Titre français inconnu (The Surprise Party)
17. Titre français inconnu (The Decorating Episode)
18. Titre français inconnu (Astrology)
19. Titre français inconnu (Trip to Lisbon)
20. Titre français inconnu (The Proposal)
21. Titre français inconnu (Katie's Nephew)
22. Titre français inconnu (The College Reunion)
23. Titre français inconnu (Economy)
24. Titre français inconnu (The Diamond Ring)
25. Titre français inconnu (Topper Runs For Mayor)
26. Titre français inconnu (The Painting Episode)
27. Titre français inconnu (Henrietta Sells the House)
28. Titre français inconnu (Legacy)
29. Titre français inconnu (Topper Goes to Las Vegas)
30. Titre français inconnu (Topper Goes West)
31. Titre français inconnu (A Ghostly Joke)
32. Titre français inconnu (The Package)
33. Titre français inconnu (Neil Disappears)
34. Titre français inconnu (The Picnic)
35. Titre français inconnu (The Wedding)
36. Titre français inconnu (Preparations for Europe)
37. Titre français inconnu (The Boat)
38. Titre français inconnu (Theatrical Episode)
39. Titre français inconnu (George's Old Flame)

### Deuxième saison (1954-1955)
1. Titre français inconnu (Topper Tells All)
2. Titre français inconnu (Topper's Ransom)
3. Titre français inconnu (County Fair)
4. Titre français inconnu (The Seance)
5. Titre français inconnu (Topper Strikes Gold)
6. Titre français inconnu (The Chess Player)
7. Titre français inconnu (Topper Goes to Washington)
8. Titre français inconnu (Jury Duty)
9. Titre français inconnu (Topper Lives Again)
10. Titre français inconnu (The Army Game)
11. Titre français inconnu (Topper's Accident)
12. Titre français inconnu (Topper's Quiet Christmas)
13. Titre français inconnu (Topper's Happy New Year)
14. Titre français inconnu (Topper's Deception)
15. Titre français inconnu (Topper's Guest)
16. Titre français inconnu (Topper's Rejuvenation)
17. Titre français inconnu (Topper in Mexico)
18. Titre français inconnu (Topper Hits the Road)
19. Titre français inconnu (Topper at the Races)
20. Titre français inconnu (Topper's Racket)
21. Titre français inconnu (Topper's Amnesia)
22. Titre français inconnu (Topper's Arabian Night)
23. Titre français inconnu (The House Wreckers)
24. Titre français inconnu (Topper Makes a Movie)
25. Titre français inconnu (King Cosmo the First)
26. Titre français inconnu (Topper's Double Life)
27. Titre français inconnu (Topper Fights a Duel)
28. Titre français inconnu (Topper's Egyptian Deal)
29. Titre français inconnu (Topper's Uranium Pile)
30. Titre français inconnu (Topper's Spring Cleaning)
31. Titre français inconnu (Topper Goes to School)
32. Titre français inconnu (The Blood Brother)
33. Titre français inconnu (Topper's Highland Fling)
34. Titre français inconnu (Topper's Desert Island)
35. Titre français inconnu (The Neighbors)
36. Titre français inconnu (Topper's Counterfeiters)
37. Titre français inconnu (Topper's Insurance Scandal)
38. Titre français inconnu (Topper's Other Job)
39. Titre français inconnu (Topper's Vacation)